# Distretto di Tarapoto
Il distretto di Tarapoto è uno dei quattordici distretti  della provincia di San Martín, in Perù. Si trova nella regione di San Martín e si estende su una superficie di 67,81 chilometri quadrati.

Ha per capitale la città di Tarapoto e contava 63.945 abitanti al censimento 2005.